# Stazione meteorologica di Volterra Centro

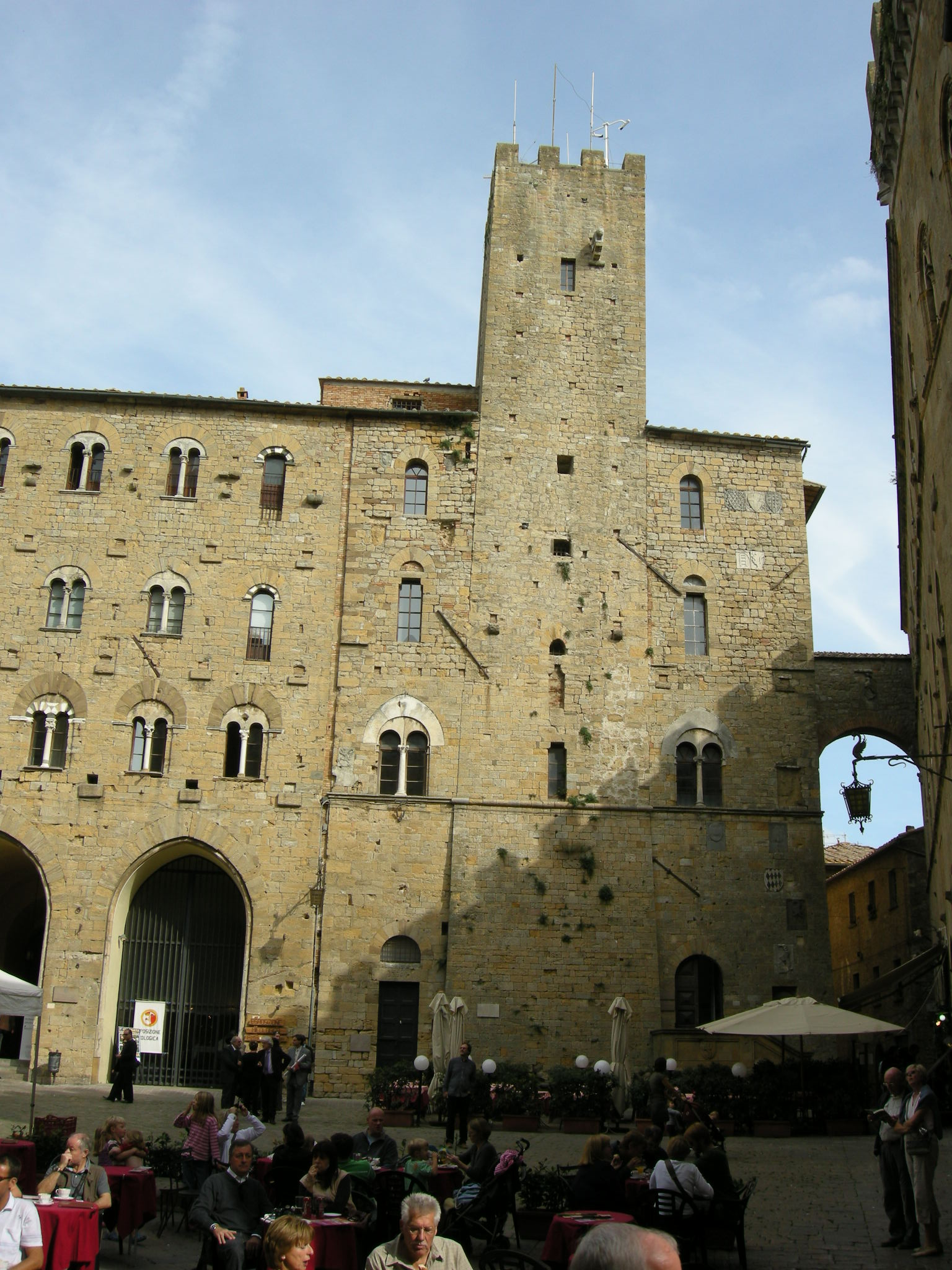
La Torre del Porcellino con le antenne della stazione meteorologica alla sua sommità

La stazione meteorologica di Volterra è stata la stazione meteorologica di riferimento per il servizio meteorologico dell'Aeronautica Militare e per l'Organizzazione Mondiale della Meteorologia, relativa alla località di Volterra.

## Caratteristiche
La stazione meteorologica si trovava nell'Italia centrale, in provincia di Pisa, nel comune di Volterra, a 555 metri s.l.m. e alle coordinate geografiche 43°24′07.35″N 10°51′35.34″E, alla sommità della Torre del Porcellino del Palazzo Pretorio, a 31 metri dal suolo, rimanendo attiva fino al 2006; negli ultimi anni è stata sostituita da una stazione automatica DCP con codice WMO 16165 ubicata presso la fortezza e attualmente non attiva.
Situata in area collinare, è un punto di riferimento fondamentale per l'analisi e lo studio della sinottica nell'area dell'Antiappennino toscano, assieme alla stazione meteorologica di Radicofani (quest'ultima tuttavia annoverabile tra i teleposti di montagna).

## Medie climatiche ufficiali

### Dati climatologici 1971-2000
In base alle medie climatiche del trentennio 1971-2000, le più recenti in uso ed effettivamente elaborate per il periodo 1971-1998, la temperatura media del mese più freddo, gennaio, è di +5,5 °C, mentre quella del mese più caldo, agosto, è di +22,0 °C; mediamente si contano 16 giorni di gelo all'anno e 6 giorni annui con temperatura massima uguale o superiore ai 30 °C. Nel trentennio esaminato, i valori estremi di temperatura sono i +34,4 °C del luglio 1983 (valore però inferiore ai +34,6 °C registrati nell'agosto 1966) e i -9,0 °C del febbraio 1991.
Le precipitazioni medie annue si attestano a 764 mm, mediamente distribuite in 83 giorni, con minimo relativo in estate e picco massimo in autunno.
L'umidità relativa media annua fa registrare il valore di 73% con minimo di 65% a luglio e massim0 di 79% a novembre; mediamente si contano 75 giorni all'anno con episodi nebbiosi.
Di seguito è riportata la tabella con le medie climatiche e i valori massimi e minimi assoluti registrati nel trantennio 1971-2000 e pubblicati nell'Atlante Climatico d'Italia del Servizio Meteorologico dell'Aeronautica Militare relativo al medesimo trentennio.

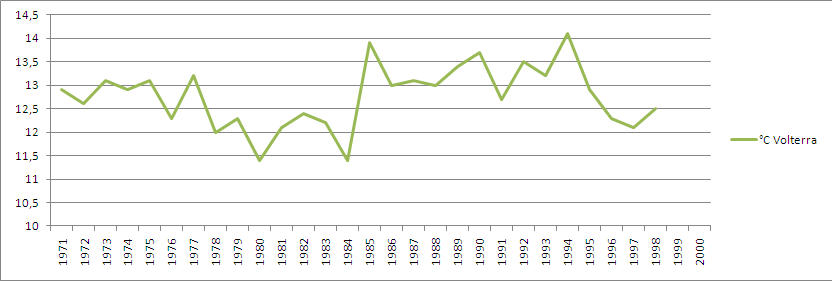
Andamento della temperatura media annua dal 1971 al 2000 (fine della serie temporale nel 1998)

| Volterra (1971-2000)            | Mesi        | Mesi        | Mesi        | Mesi        | Mesi        | Mesi        | Mesi        | Mesi        | Mesi        | Mesi        | Mesi        | Mesi        | Stagioni | Stagioni | Stagioni | Stagioni | Anno  |
| Volterra (1971-2000)            | Gen         | Feb         | Mar         | Apr         | Mag         | Giu         | Lug         | Ago         | Set         | Ott         | Nov         | Dic         | Inv      | Pri      | Est      | Aut      | Anno  |
| ------------------------------- | ----------- | ----------- | ----------- | ----------- | ----------- | ----------- | ----------- | ----------- | ----------- | ----------- | ----------- | ----------- | -------- | -------- | -------- | -------- | ----- |
| T. max. media (°C)              | 7,5         | 8,1         | 10,6        | 13,1        | 18,0        | 21,6        | 25,6        | 25,7        | 21,4        | 16,5        | 11,1        | 8,2         | 7,9      | 13,9     | 24,3     | 16,3     | 15,6  |
| T. min. media (°C)              | 3,5         | 3,3         | 4,9         | 6,9         | 11,3        | 14,7        | 18,0        | 18,2        | 15,0        | 11,3        | 6,8         | 4,4         | 3,7      | 7,7      | 17,0     | 11,0     | 9,9   |
| T. max. assoluta (°C)           | 14,8 (1983) | 20,0 (1991) | 19,8 (1998) | 24,0 (1975) | 28,2 (1979) | 30,6 (1990) | 34,4 (1983) | 34,2 (1981) | 32,8 (1975) | 26,0 (1990) | 24,0 (1977) | 17,9 (1979) | 20,0     | 28,2     | 34,4     | 32,8     | 34,4  |
| T. min. assoluta (°C)           | −8,6 (1985) | −9,0 (1991) | −7,4 (1971) | −2,0 (1991) | 2,8 (1987)  | 6,4 (1986)  | 11,2 (1997) | 9,8 (1995)  | 7,1 (1977)  | 0,8 (1997)  | −4,6 (1998) | −5,0 (1973) | −9,0     | −7,4     | 6,4      | −4,6     | −9,0  |
| Giorni di calura (Tmax ≥ 30 °C) | 0           | 0           | 0           | 0           | 0           | 0           | 2           | 4           | 0           | 0           | 0           | 0           | 0        | 0        | 6        | 0        | 6     |
| Giorni di gelo (Tmin ≤ 0 °C)    | 5           | 5           | 2           | 0           | 0           | 0           | 0           | 0           | 0           | 0           | 1           | 3           | 13       | 2        | 0        | 1        | 16    |
| Precipitazioni (mm)             | 47,6        | 56,0        | 51,7        | 75,8        | 55,9        | 50,4        | 43,2        | 49,4        | 81,0        | 110,0       | 85,1        | 57,4        | 161,0    | 183,4    | 143,0    | 276,1    | 763,5 |
| Giorni di pioggia               | 7           | 7           | 7           | 10          | 7           | 6           | 3           | 5           | 6           | 9           | 9           | 7           | 21       | 24       | 14       | 24       | 83    |
| Giorni di nebbia                | 7           | 8           | 8           | 8           | 8           | 4           | 3           | 4           | 4           | 7           | 8           | 6           | 21       | 24       | 11       | 19       | 75    |
| Umidità relativa media (%)      | 78          | 73          | 72          | 71          | 71          | 72          | 65          | 68          | 72          | 78          | 79          | 77          | 76       | 71,3     | 68,3     | 76,3     | 73    |

### Dati climatologici 1961-1990

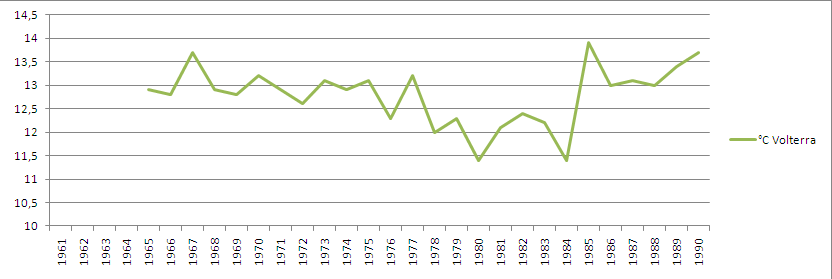
Andamento della temperatura media annua dal 1961 al 1990 (inizio della serie temporale nel 1965)

La media trentennale 1961-1990, ancora in uso per l'Organizzazione meteorologica mondiale e definita Climate Normal (CLINO), indica una temperatura media del mese più freddo, gennaio, di +5,3 °C ed una temperatura media del mese più caldo, luglio, di +21,8 °C; mediamente si contano 19 giorni di gelo all'anno. Nel periodo 1965-1990, la temperatura minima assoluta ha toccato i -8,6 °C nel gennaio 1985 (media delle minime assolute annue di -4,7 °C), mentre la massima assoluta ha raggiunto i +34,6 °C nell'agosto 1966 (media delle massime assolute di +31,9 °C).
La nuvolosità media annua fa registrare il valore di 4,4 okta giornalieri, con minimo di 2,7 okta giornalieri a luglio e massimi di 5,1 okta giornalieri a gennaio e a novembre.
Le precipitazioni medie annue si aggirano tra gli 800 e gli 850 mm, mediamente distribuite in 87 giorni, con un picco autunnale ed un massimo secondario primaverile.
L'umidità relativa media annua si attesta a 75,8% con minimo di 69% a luglio e massimo di 81% a novembre.
Il vento presenta una velocità media annua di 5,4 m/s, con minimo di 4,3 m/s a giugno e massimo di 6,3 m/s a dicembre; le direzioni prevalenti sono di grecale tra dicembre e marzo e nel mese di ottobre, di libeccio tra aprile e giugno e nei mesi di agosto, settembre e novembre, di ponente nel mese di luglio.
| Volterra (1961-1990)         | Mesi        | Mesi        | Mesi        | Mesi        | Mesi        | Mesi        | Mesi        | Mesi        | Mesi        | Mesi        | Mesi        | Mesi        | Stagioni | Stagioni | Stagioni | Stagioni | Anno  |
| Volterra (1961-1990)         | Gen         | Feb         | Mar         | Apr         | Mag         | Giu         | Lug         | Ago         | Set         | Ott         | Nov         | Dic         | Inv      | Pri      | Est      | Aut      | Anno  |
| ---------------------------- | ----------- | ----------- | ----------- | ----------- | ----------- | ----------- | ----------- | ----------- | ----------- | ----------- | ----------- | ----------- | -------- | -------- | -------- | -------- | ----- |
| T. max. media (°C)           | 7,3         | 7,8         | 10,3        | 13,3        | 17,9        | 21,8        | 25,5        | 25,2        | 21,5        | 17,0        | 11,3        | 7,9         | 7,7      | 13,8     | 24,2     | 16,6     | 15,6  |
| T. min. media (°C)           | 3,2         | 3,1         | 4,7         | 7,1         | 11,3        | 14,8        | 18,0        | 18,0        | 15,1        | 11,6        | 6,9         | 4,1         | 3,5      | 7,7      | 16,9     | 11,2     | 9,8   |
| T. max. assoluta (°C)        | 16,2 (1965) | 18,6 (1990) | 21,4 (1968) | 24,6 (1968) | 28,2 (1979) | 33,4 (1965) | 34,4 (1983) | 34,6 (1966) | 32,8 (1975) | 26,0 (1990) | 20,2 (1968) | 17,9 (1979) | 18,6     | 28,2     | 34,6     | 32,8     | 34,6  |
| T. min. assoluta (°C)        | −8,6 (1985) | −6,8 (1986) | −7,4 (1971) | −1,2 (1983) | 2,8 (1987)  | 6,4 (1986)  | 10,4 (1970) | 10,4 (1969) | 7,1 (1977)  | 1,4 (1974)  | −3,4 (1988) | −5,0 (1973) | −8,6     | −7,4     | 6,4      | −3,4     | −8,6  |
| Giorni di gelo (Tmin ≤ 0 °C) | 6           | 6           | 2           | 0           | 0           | 0           | 0           | 0           | 0           | 0           | 1           | 4           | 16       | 2        | 0        | 1        | 19    |
| Nuvolosità (okta al giorno)  | 5,1         | 4,9         | 4,9         | 5,0         | 4,7         | 4,1         | 2,7         | 3,1         | 3,6         | 4,0         | 5,1         | 5,0         | 5,0      | 4,9      | 3,3      | 4,2      | 4,4   |
| Precipitazioni (mm)          | 64,7        | 68,6        | 72,0        | 70,5        | 61,9        | 56,6        | 46,2        | 59,8        | 79,3        | 88,2        | 95,8        | 68,7        | 202,0    | 204,4    | 162,6    | 263,3    | 832,3 |
| Giorni di pioggia            | 8           | 8           | 8           | 9           | 7           | 6           | 4           | 6           | 7           | 7           | 9           | 8           | 24       | 24       | 16       | 23       | 87    |
| Umidità relativa media (%)   | 78          | 77          | 74          | 75          | 75          | 73          | 69          | 72          | 75          | 80          | 81          | 80          | 78,3     | 74,7     | 71,3     | 78,7     | 75,8  |
| Vento (direzione-m/s)        | NE 6,2      | NE 6,0      | NE 5,8      | SW 5,4      | SW 4,7      | SW 4,3      | W 4,5       | SW 4,8      | SW 4,7      | NE 5,4      | SW 6,2      | NE 6,3      | 6,2      | 5,3      | 4,5      | 5,4      | 5,4   |

## Valori estremi

### Temperature estreme mensili dal 1961 al 2005
Nella tabella sottostante sono riportati i valori delle temperature estreme mensili dal 1961 al 2005, con il relativo anno in cui sono state registrate. Nel periodo esaminato, la temperatura minima assoluta ha toccato i -9,0 °C nel febbraio 1991 mentre la massima assoluta ha raggiunto i +34,9 °C nel luglio 2005.
| Volterra (1961-2005)  | Mesi        | Mesi        | Mesi        | Mesi        | Mesi        | Mesi        | Mesi        | Mesi        | Mesi        | Mesi        | Mesi        | Mesi        | Stagioni | Stagioni | Stagioni | Stagioni | Anno |
| Volterra (1961-2005)  | Gen         | Feb         | Mar         | Apr         | Mag         | Giu         | Lug         | Ago         | Set         | Ott         | Nov         | Dic         | Inv      | Pri      | Est      | Aut      | Anno |
| --------------------- | ----------- | ----------- | ----------- | ----------- | ----------- | ----------- | ----------- | ----------- | ----------- | ----------- | ----------- | ----------- | -------- | -------- | -------- | -------- | ---- |
| T. max. assoluta (°C) | 16,2 (1965) | 20,0 (1991) | 21,4 (1968) | 24,6 (1968) | 28,2 (1979) | 33,4 (1965) | 34,9 (2005) | 34,6 (1966) | 32,8 (1975) | 26,0 (1990) | 20,2 (1968) | 17,9 (1979) | 20,0     | 28,2     | 34,9     | 32,8     | 34,9 |
| T. min. assoluta (°C) | −8,6 (1985) | −9,0 (1991) | −7,4 (1971) | −2,0 (1991) | 2,8 (1987)  | 6,4 (1986)  | 10,4 (1970) | 9,8 (1995)  | 7,1 (1977)  | 0,8 (1997)  | −4,6 (1998) | −5,0 (1973) | −9,0     | −7,4     | 6,4      | −4,6     | −9,0 |